# Amintinus gardneri
Amintinus gardneri är en skalbaggsart som först beskrevs av Vrydagh 1959.  Amintinus gardneri ingår i släktet Amintinus och familjen kapuschongbaggar. Inga underarter finns listade i Catalogue of Life.